# Arrondissement de Lingen

L'Arrondissement de Lingen

L'arrondissement de Lingen est une ancienne subdivision administrative française du département de l'Ems-Supérieur créée le 1er janvier 1811 et supprimée le 11 avril 1814.

## Composition
Il comprenait les cantons de Bevergern, Freren, Fürstenau, Haselünne, Ibbenbüren, Lingen, Meppen, Papenburg et Sögel.